# 미분류 언어
언어학에서 미분류 언어(영어: unclassified language)는 다른 언어들과의 계통적 관계가 불확실하여 분류를 확정지을 수 없는 언어를 말한다. 언어의 분류가 확정지어지지 않을 이유로는 다양한 것이 있으나 대부분은 근거가 될만한 자료가 부족한 것이 이유가 되며, 특히 여러 고대 언어들이나 최근에 사멸했음에도 충분한 자료가 남지 않은 경우 등이 해당한다. 이외에도 인접한 어족과 보이는 공통점이 실제로 그 어족에 속하기 때문인지 아니면 단순히 영향을 받은 것인지 합의가 없는 경우도 있다. 다른 언어와 계통적 관계가 없다고 확인된 고립된 언어와는 의미가 다르다.

## 목록

### 사멸한 언어
고대 언어는 자료가 부족한 경우가 많다. 특히 존재는 상정할 수 있으나 언어의 실제 모습을 보여주는 자료가 전혀 없는 경우도 있어, 이러한 경우를 미실증 언어(unattested language)라고 특정하여 부르기도 한다.
- 키프로스-미노스어: 미해석된 키프로스-미노스 음절문자가 기록한 미지의 언어
- 하라파어: 하라파 문명의 언어
- 룰루비어: 기원전 메소포타미아 북부와 이란에 걸쳐 거주하던 룰루비족의 언어
- 블레셋어: 고대 불레셋인들의 언어
- 메로에어(Meroë): 고대 누비아의 메로에에서 사용된 것으로 여겨지는 사어. 아프리카아시아어족이나 나일사하라어족에 속한다는 가설도 있음
- 순수크레타어(Eteocretan): 그리스어 도래 이전 크레타섬의 토착 언어
- 렘노스어: 티레니아어족에 속한다는 가설이 있음
- 라이티아어: 티레니아어족에 속한다는 가설이 있음
- 하티어: 고대 아나톨리아의 비-인도유럽민족으로 추정되는 하티인의 언어
- 이베리아어: 고대 이베리아반도의 언어
- 훈어
- 흉노어
- 선비어
- 거란어: 최근 몽골어족으로 추정됨
- 유연어: 최근 몽골어족으로 추정됨
- 삼한어: 삼한 지역의 수많은 소국들에서 사용된 언어들
- 야마시어(Yamasee): 18세기에 사라진 미국 남부 야마시족의 언어
- 나가르찰어(Nagarchal): 중부 인도에서 드라비다계로 존재했다고 보고된 언어. 1971년 인구조사에서 화자 7천여 명이 확인되었으나 오늘날 확인되지 않음

### 현존하나 자료 부족
- 히마리망어(Himarimã): 아마존 우림의 미접촉부족인 히마리망족의 언어
- 센티넬어(Sentinelese): 안다만 제도의 미접촉부족인 센티넬족의 언어

### 합의 없음
대부분 고립된 언어로 분류되나 연구가 부족하거나 반대 의견이 많아 합의가 없는 경우이다.
- 방기메어(Bangime)
- 잘라어(Jalaa, Centuum)
- 콰자어(Kwaza)
- 라알어(Laal)
- 옹고타어(Ongota)
- 샤보어(Shabo)
- 도로보 제어(Dorobo)

### 존재가 불확실한 언어
- 오로폼어(Oropom)

## 같이 보기
- 분류:미분류 언어
- 고립어 (비교언어학)